# Cầu (giao thông)

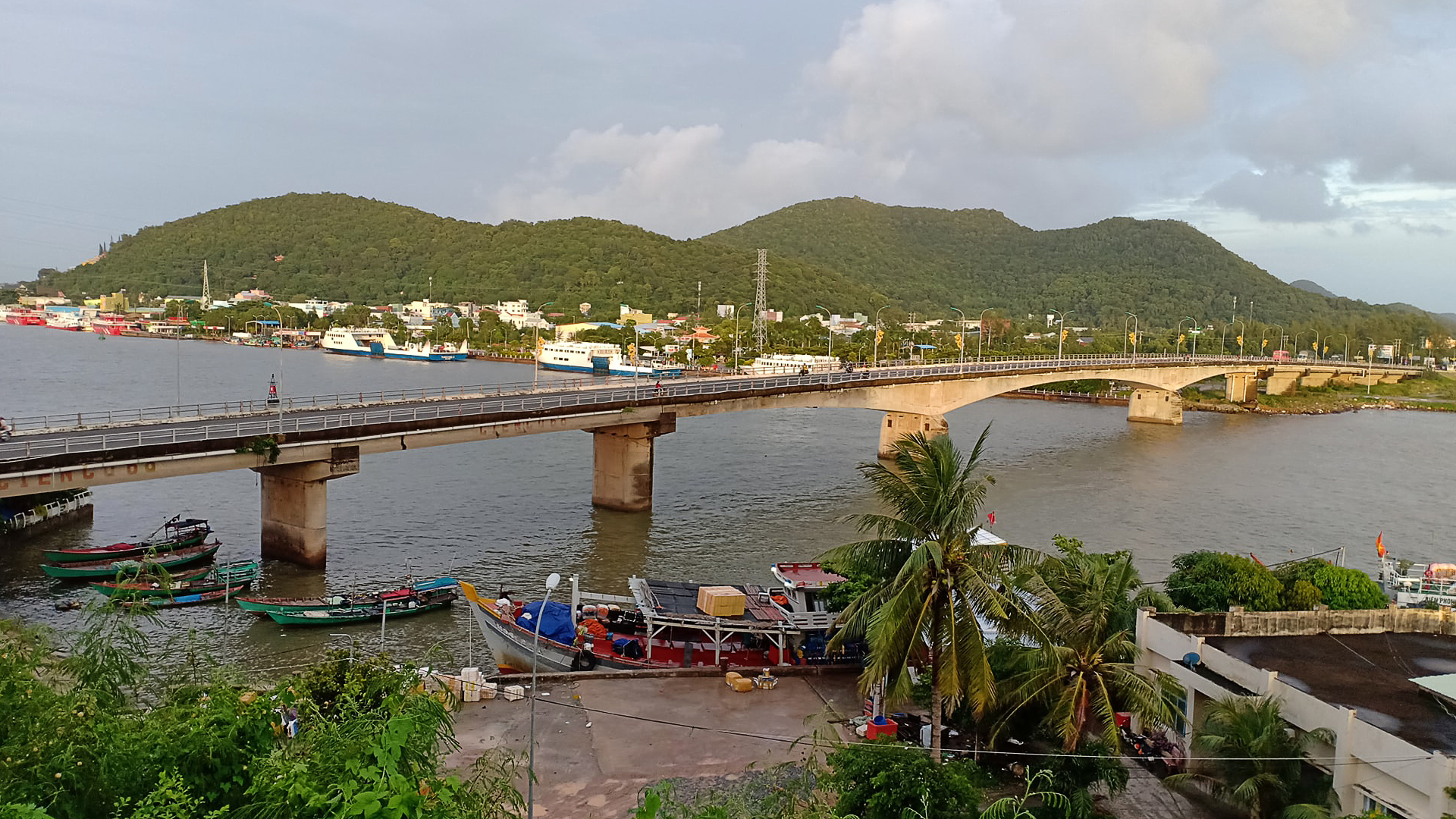
Cầu Tô Châu tại Hà Tiên, Kiên Giang, Việt Nam

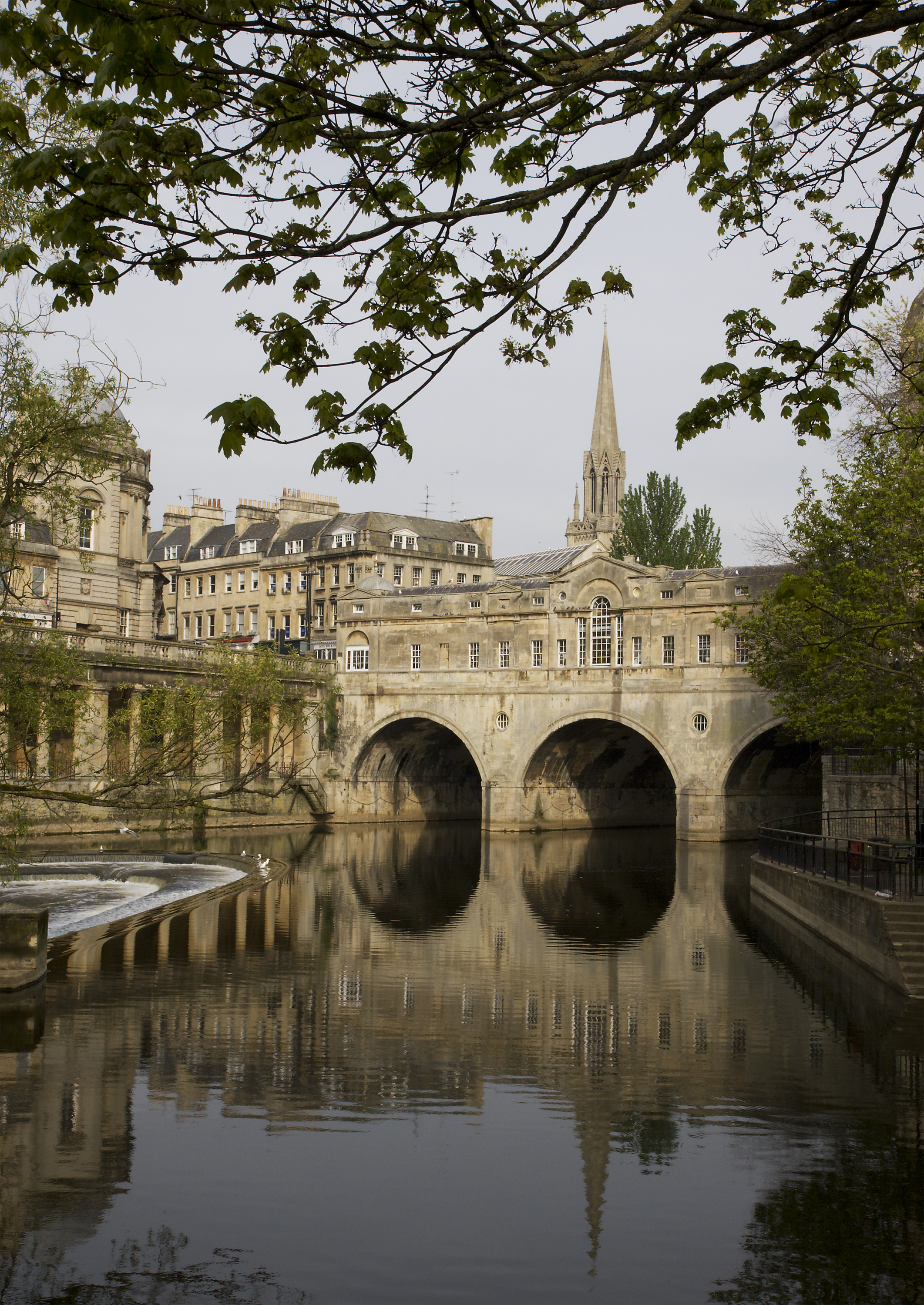
Cầu Pulteney

Cầu là một phương tiện nối liền 2 hay nhiều điểm khác nhau, giúp việc di chuyển giữa các vị trí ấy được dễ dàng hơn.
Cầu là một công trình giao thông được bắc qua các chướng ngại nước như: rãnh nước, dòng suối, dòng sông, hồ, biển, thung lũng, hay các chướng ngại khác như: đường bộ, đường sắt... đảm bảo cho giao thông được liên tục.

## Từ nguyên
Cầu là một từ Hán Việt cổ, bắt nguồn từ cách phát âm trong tiếng Hán thượng cổ của một từ tiếng Hán được viết bằng chữ Hán là "橋". Chữ Hán "橋" có âm Hán Việt tiêu chuẩn hiện đại là kiều. William H. Baxter và Laurent Sagart phục nguyên cách phát âm trong tiếng Hán thượng cổ của từ "橋" là *[g](r)aw.

## Lịch sử

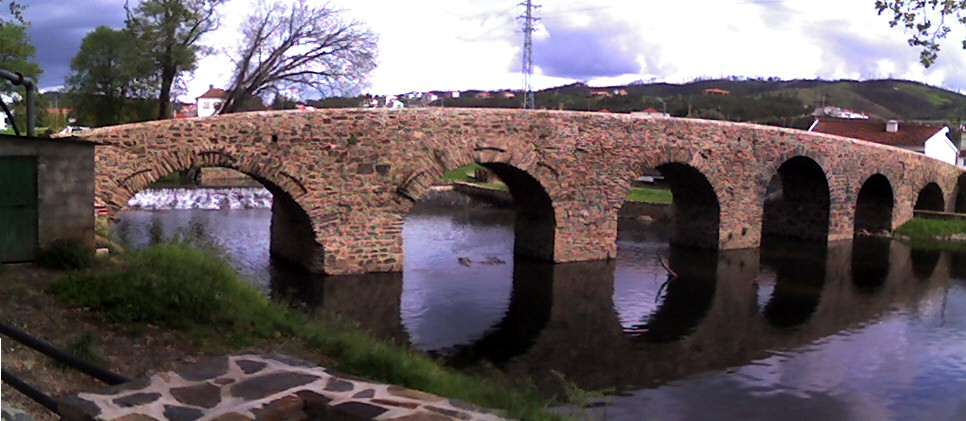
Cầu Carvalha của Sertã

Cầu đã ra đời cách ngày nay rất lâu. Thể thức ban đầu của những cây cầu là tác phẩm của tự nhiên, là khúc cây đổ bắc ngang qua dòng nước. Thời gian đầu, người ta thường làm cầu từ một tấm ván mỏng, từ những cây gỗ đơn, tre, thậm chí là từ những tảng đá. Các cầu loại này thường không chịu được tải trọng lớn và cường độ giao thông cao.
Những cây cầu vòm bằng đá và đường máng dẫn nước (aqueduct) được xây dựng đầu tiên thời Đế chế La Mã, một số còn tồn tại đến ngày nay như cầu Alcántara qua sông Tagus ở Tây Ban Nha. Tại nhiều vùng lãnh thổ khác cũng xây dựng nhiều loại cầu bằng những vật liệu khác nhau như gỗ, đá (Trung Quốc), gạch xây vữa (châu Âu), cầu treo đơn giản bằng dây thừng của thổ dân (Inca Nam Mĩ)...Cho đến thế kỉ 19 khi xảy ra cách mạng công nghiệp, các cầu bằng sắt rèn, rồi tiến đến bằng thép ra đời. Ngày nay, các loại cầu bằng bêtông trở nên phổ biến cùng với cầu thép. Nhịp cầu ngày càng được kéo dài, từ vài trăm mét như loại cầu dầm, cầu giàn bêtông ứng suất trước hoặc thép, và lên đến 2000 mét như cầu treo dây võng Akashi-Kaikyo (Nhật Bản).

## Cấu trúc, sự tiến triển và cách phân loại

### Hình ảnh về những mẫu cầu phổ biến

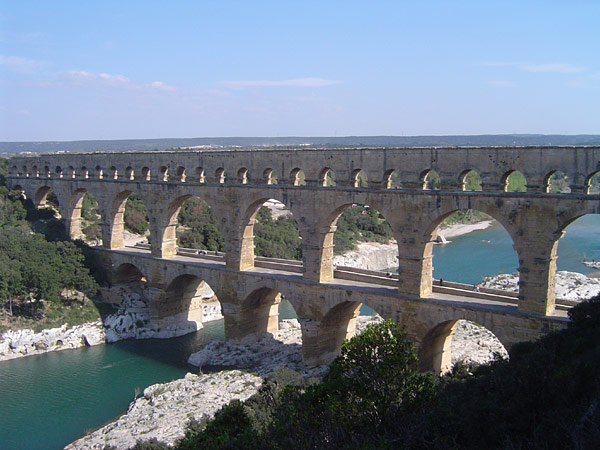
Cầu máng dẫn nước trên cao (Pont du Gard)
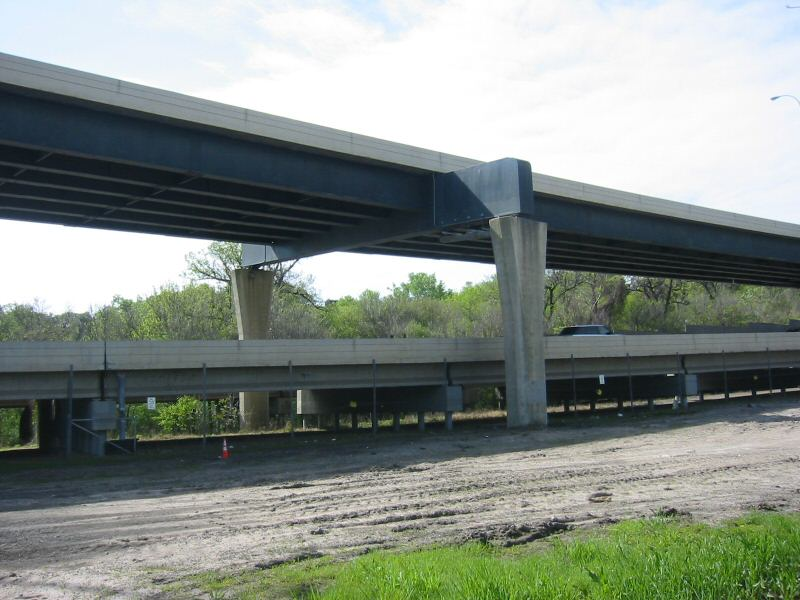
Cầu dầm
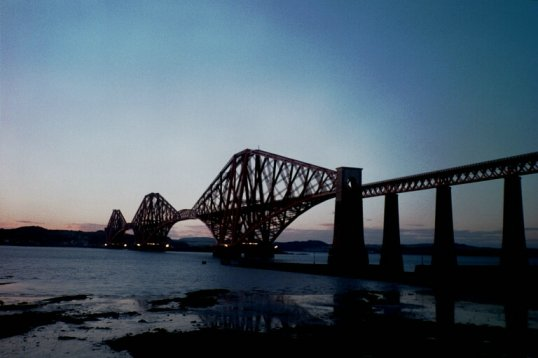
Cầu dầm công xôn
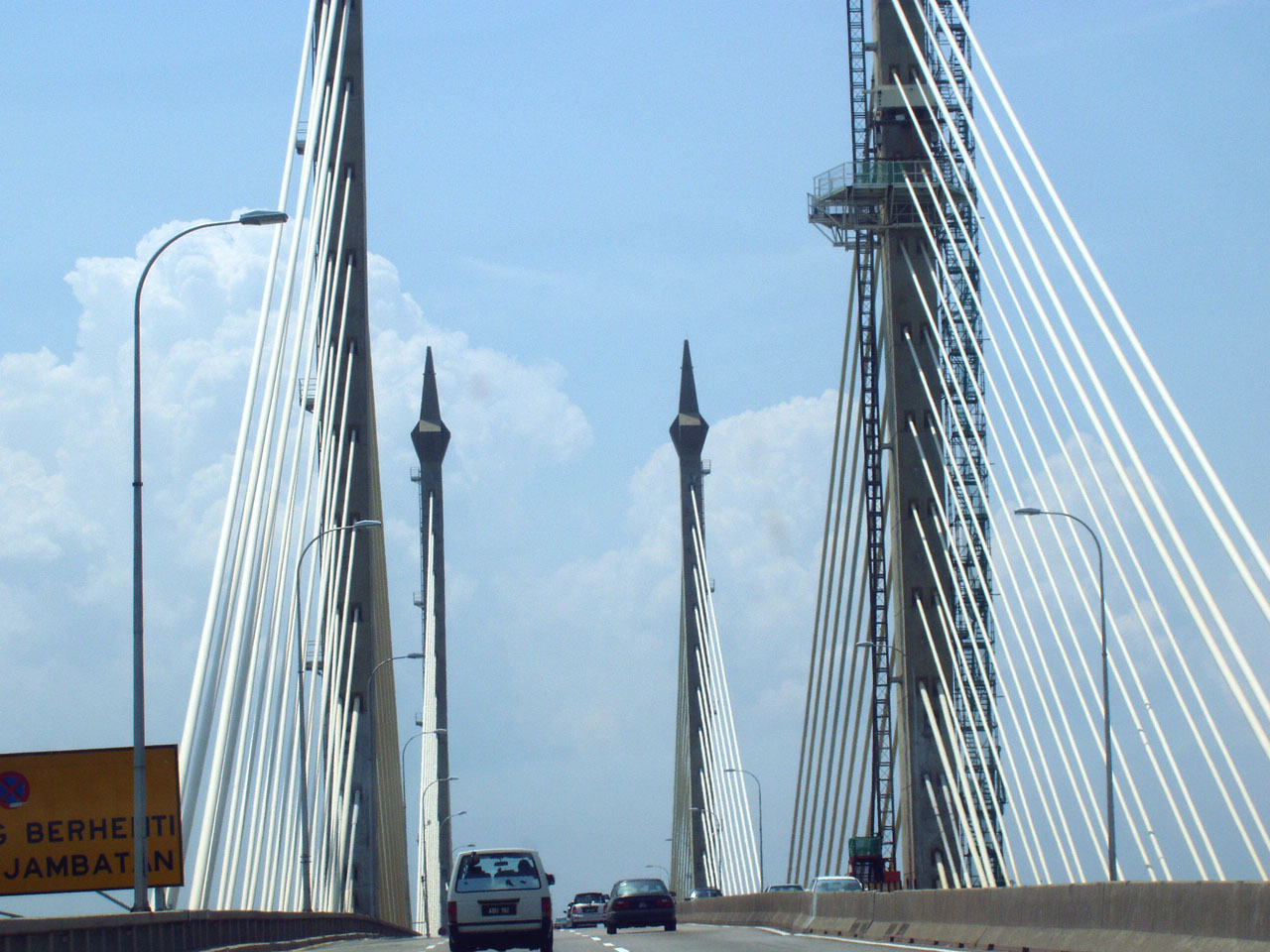
Cầu dây văng
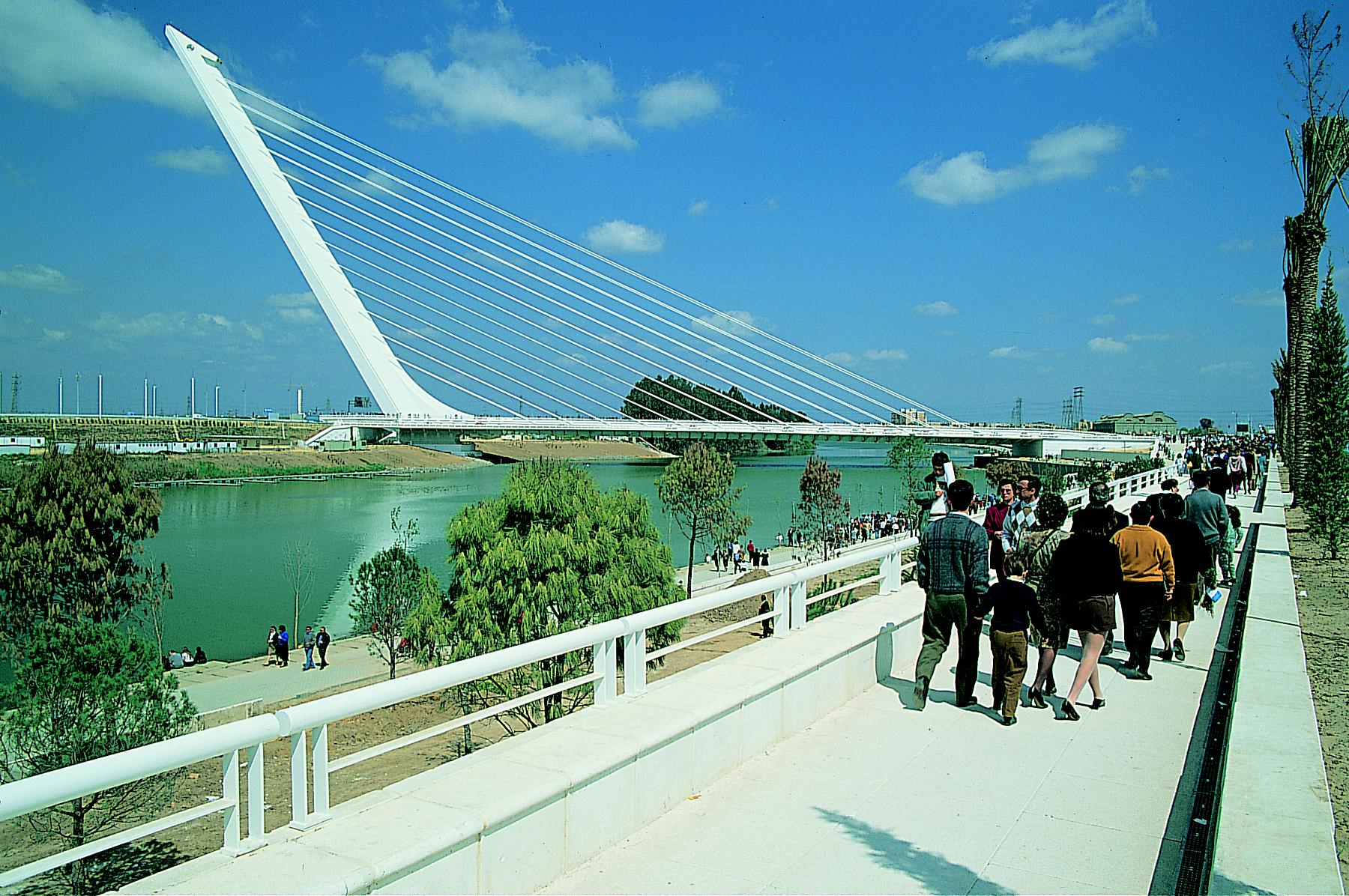
Cầu dầm công xôn kết hợp dây văng
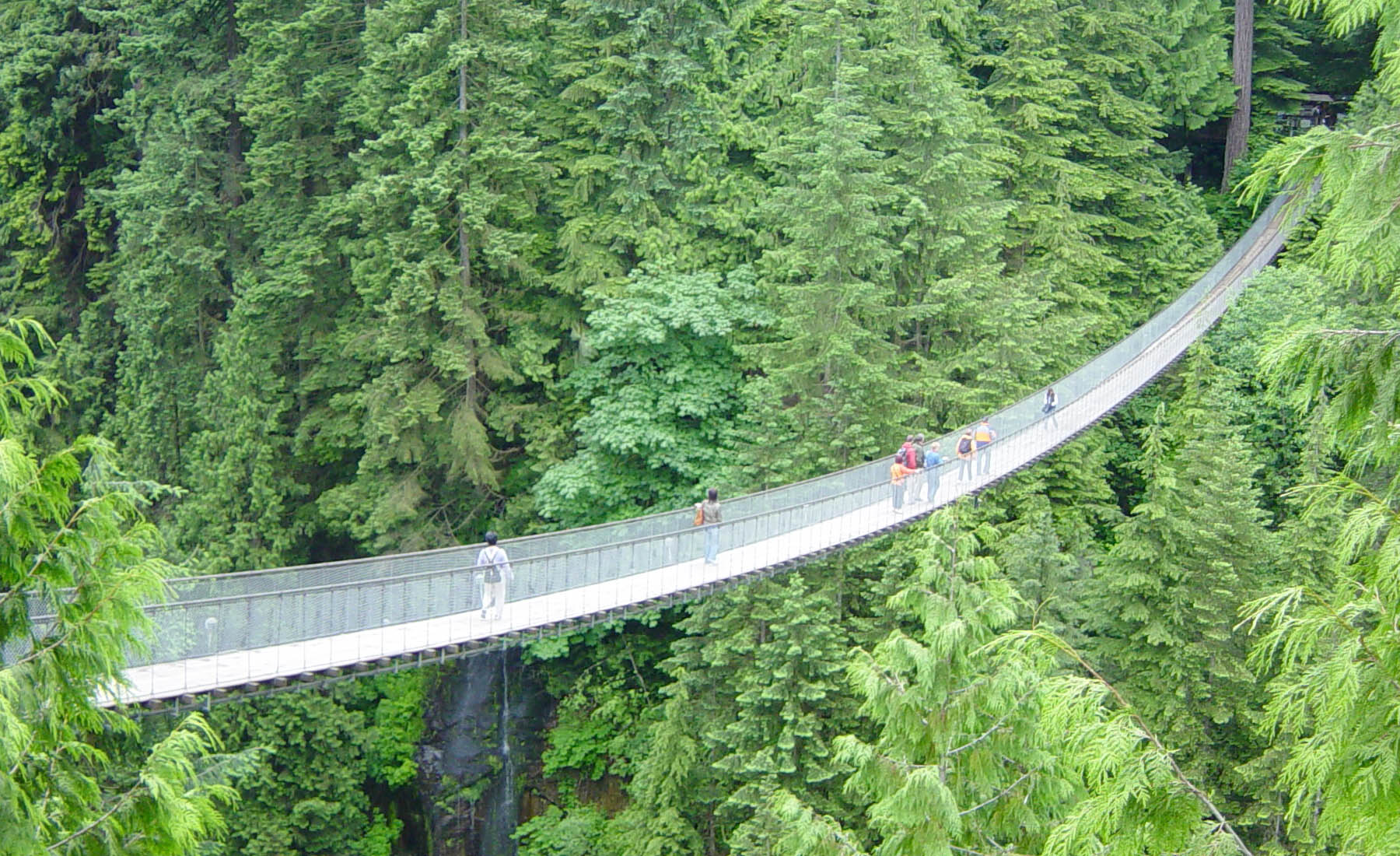
Cầu treo đơn giản (Cầu qua sông Capilano)
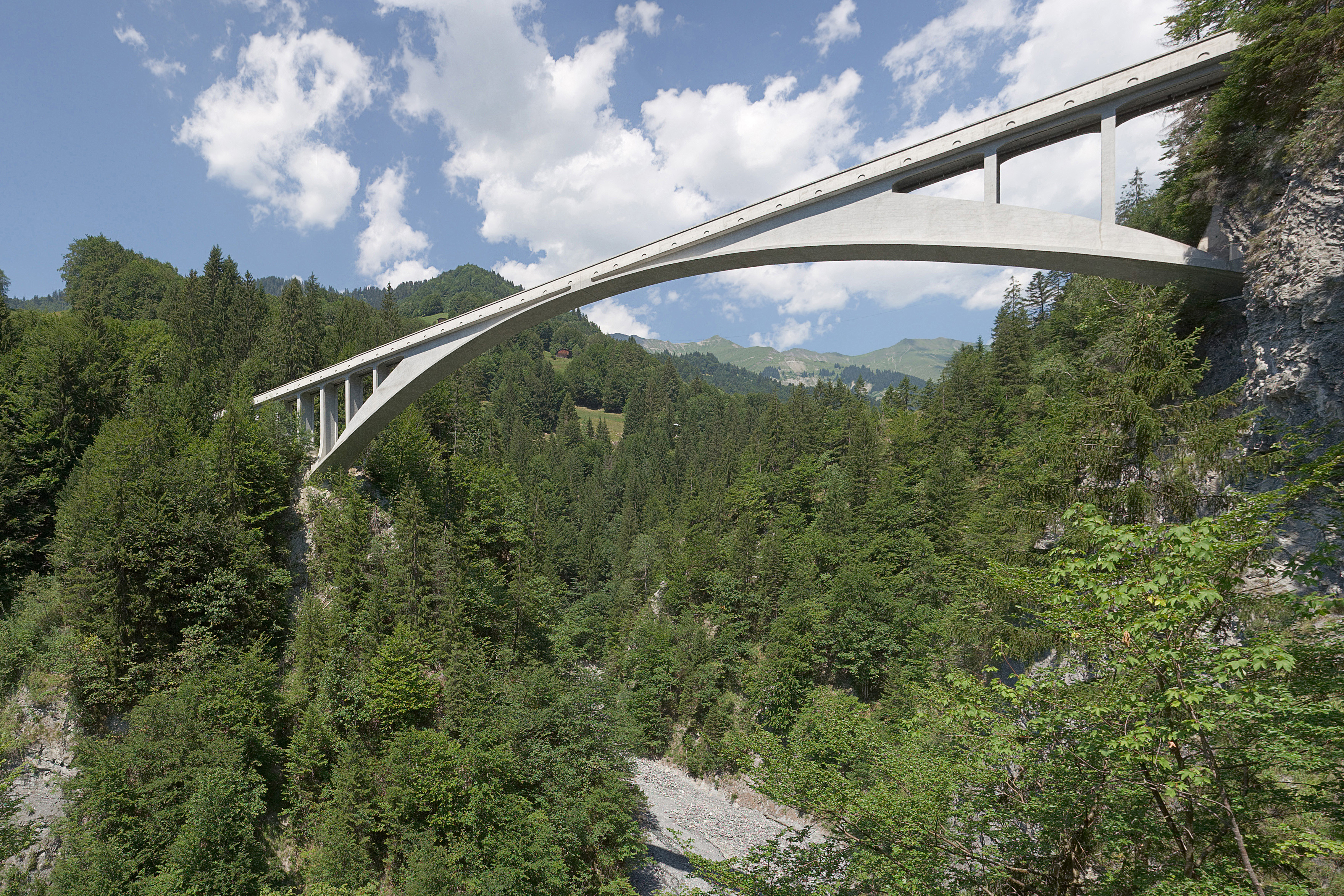
Cầu vòm
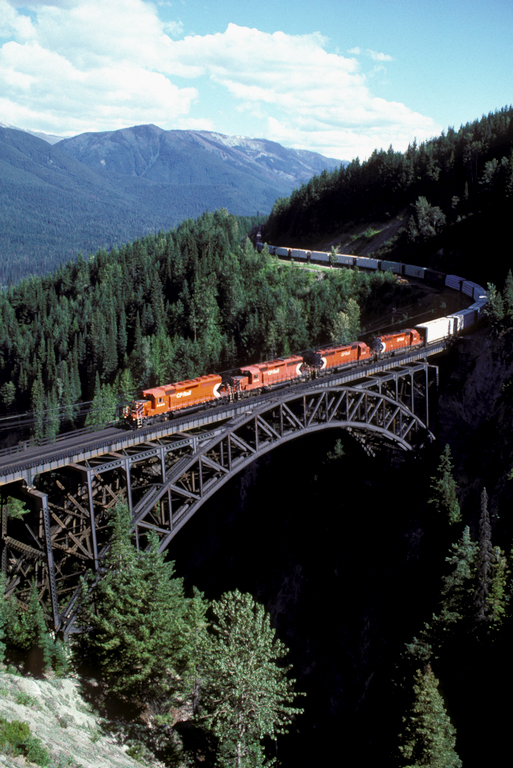
Cầu giàn vòm
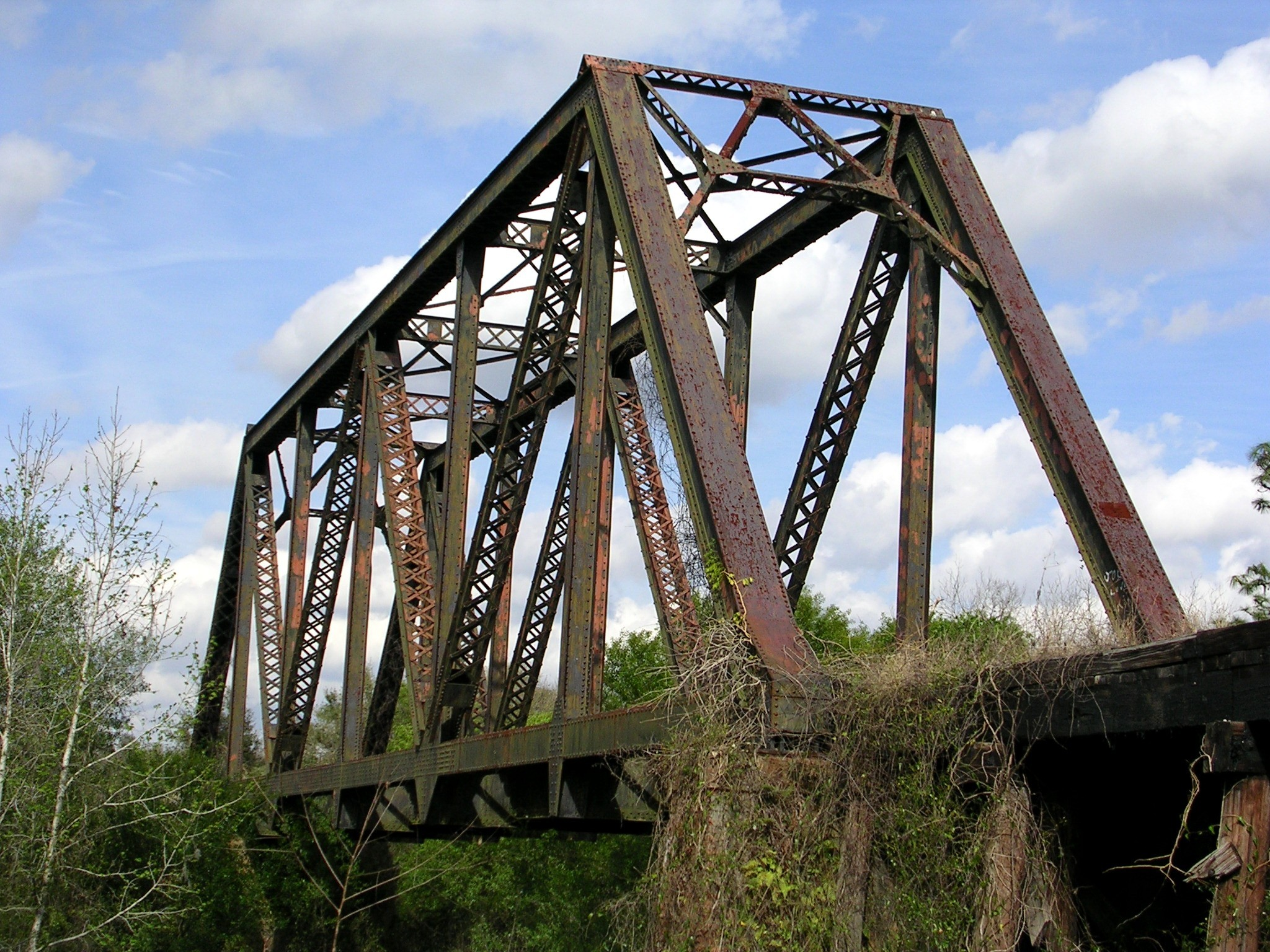
Cầu giàn
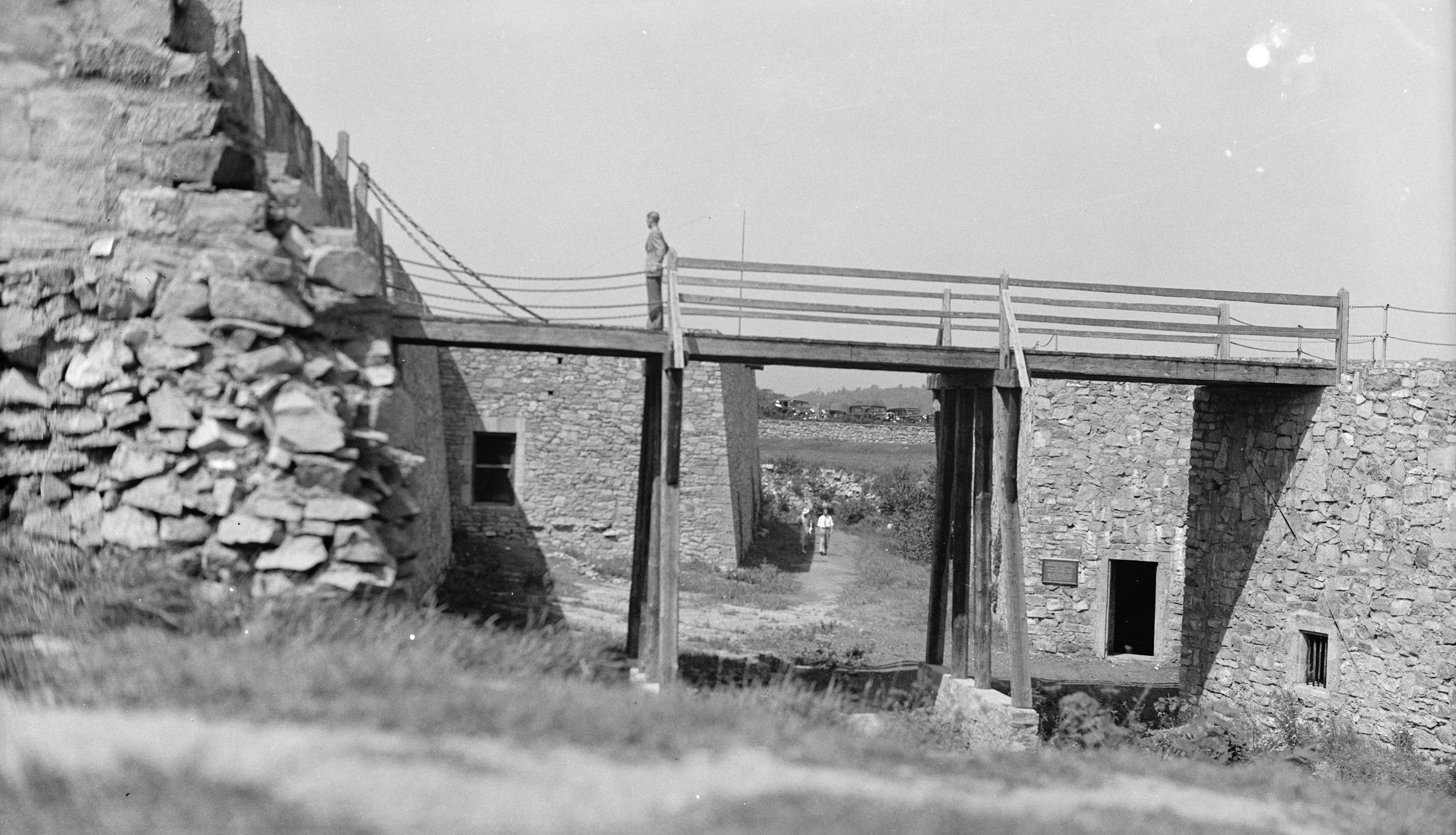
Cầu di động
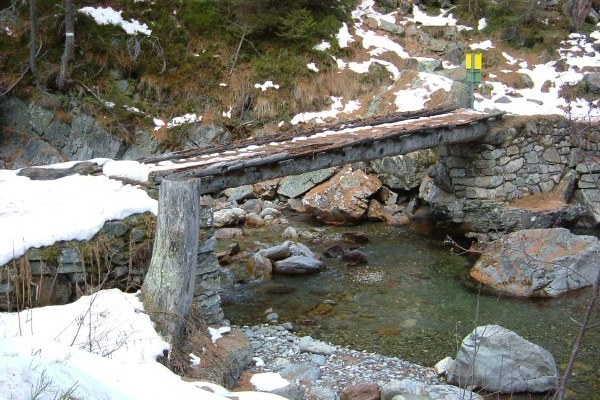
Cầu gỗ súc
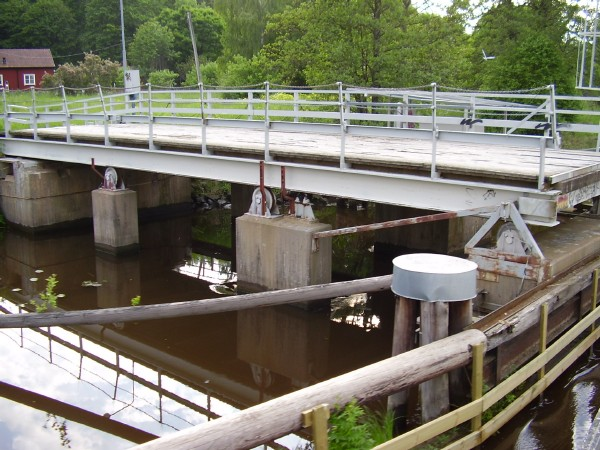
Cầu di động
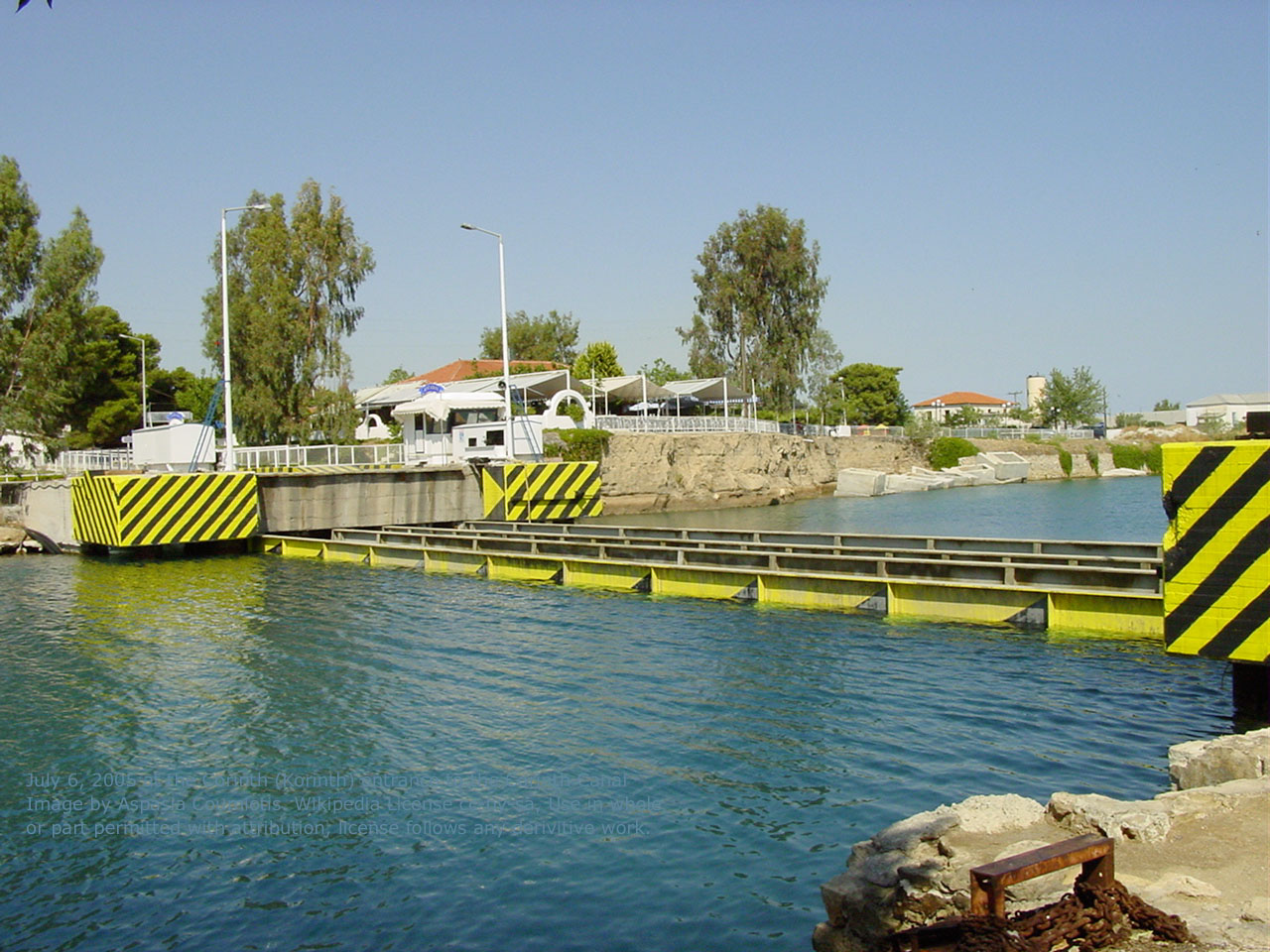
Cầu ngầm
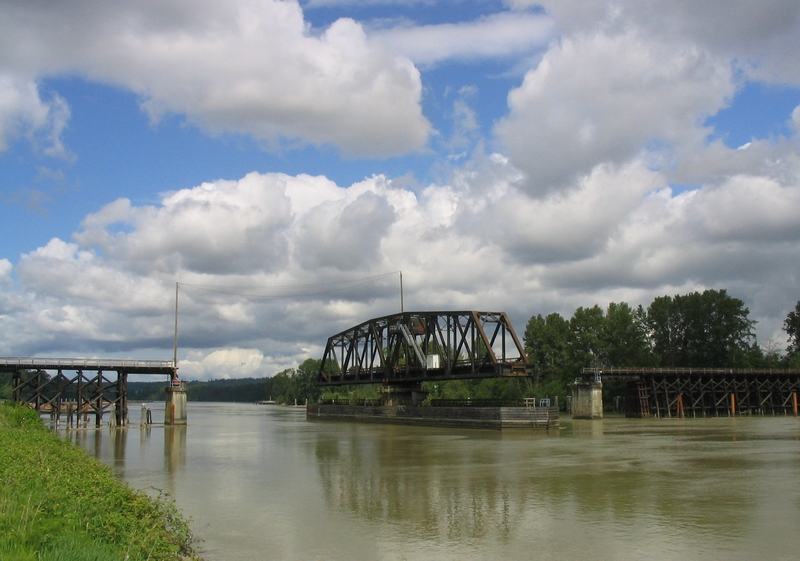
Cầu xoay
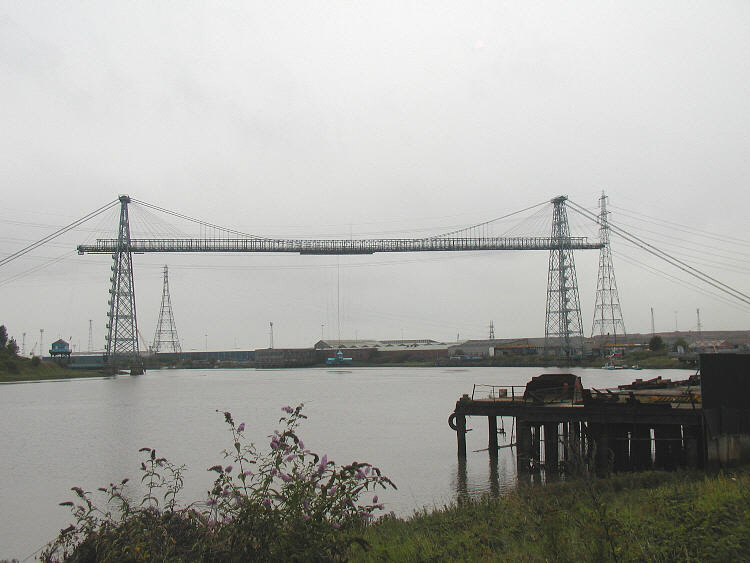
Cầu có sàn vận chuyển
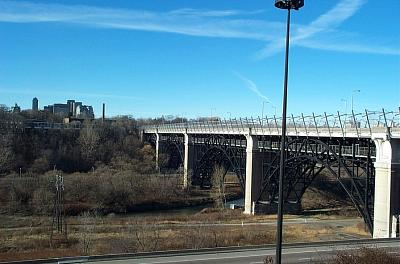
Cầu cạn nhiều nhịp
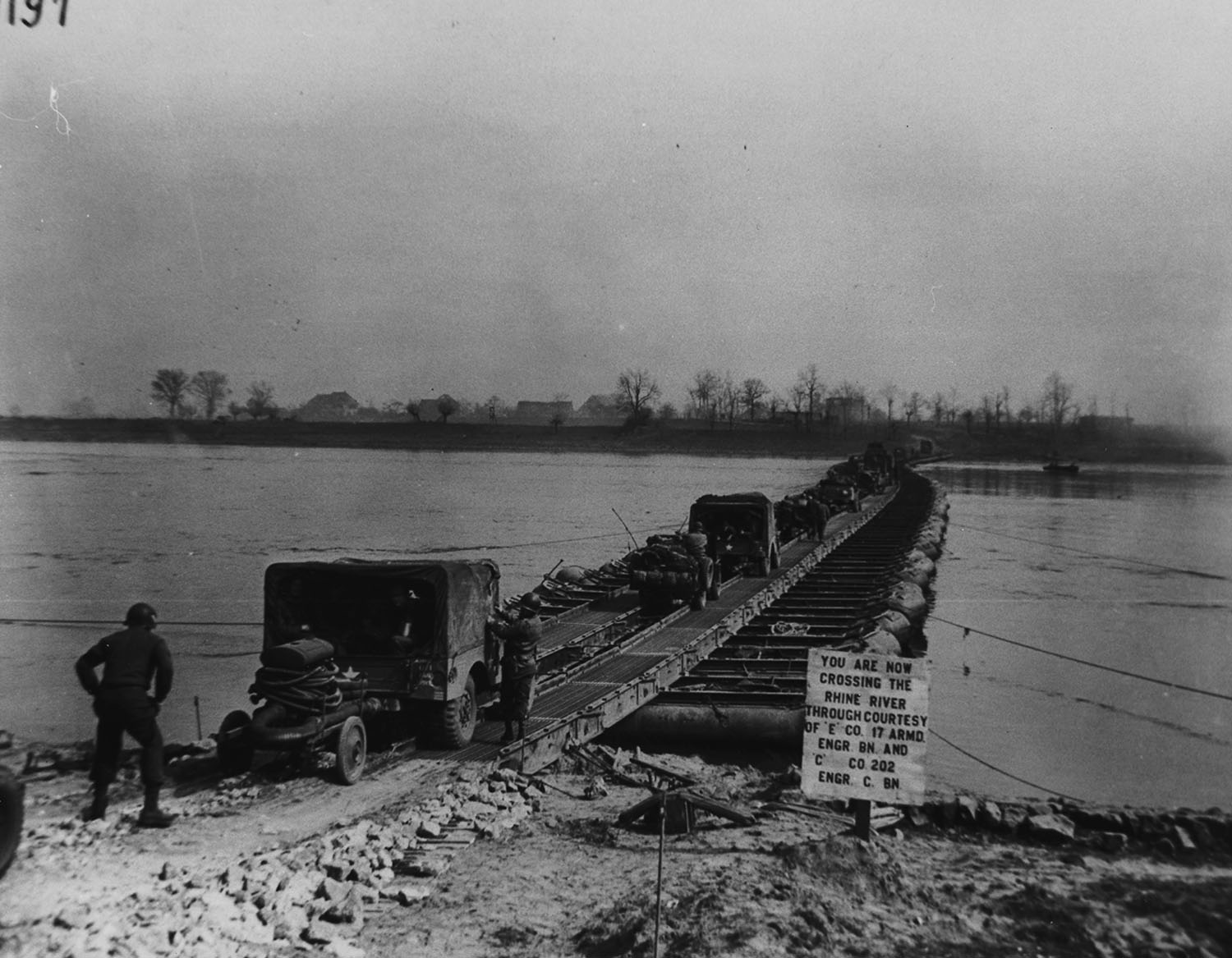
Cầu phao
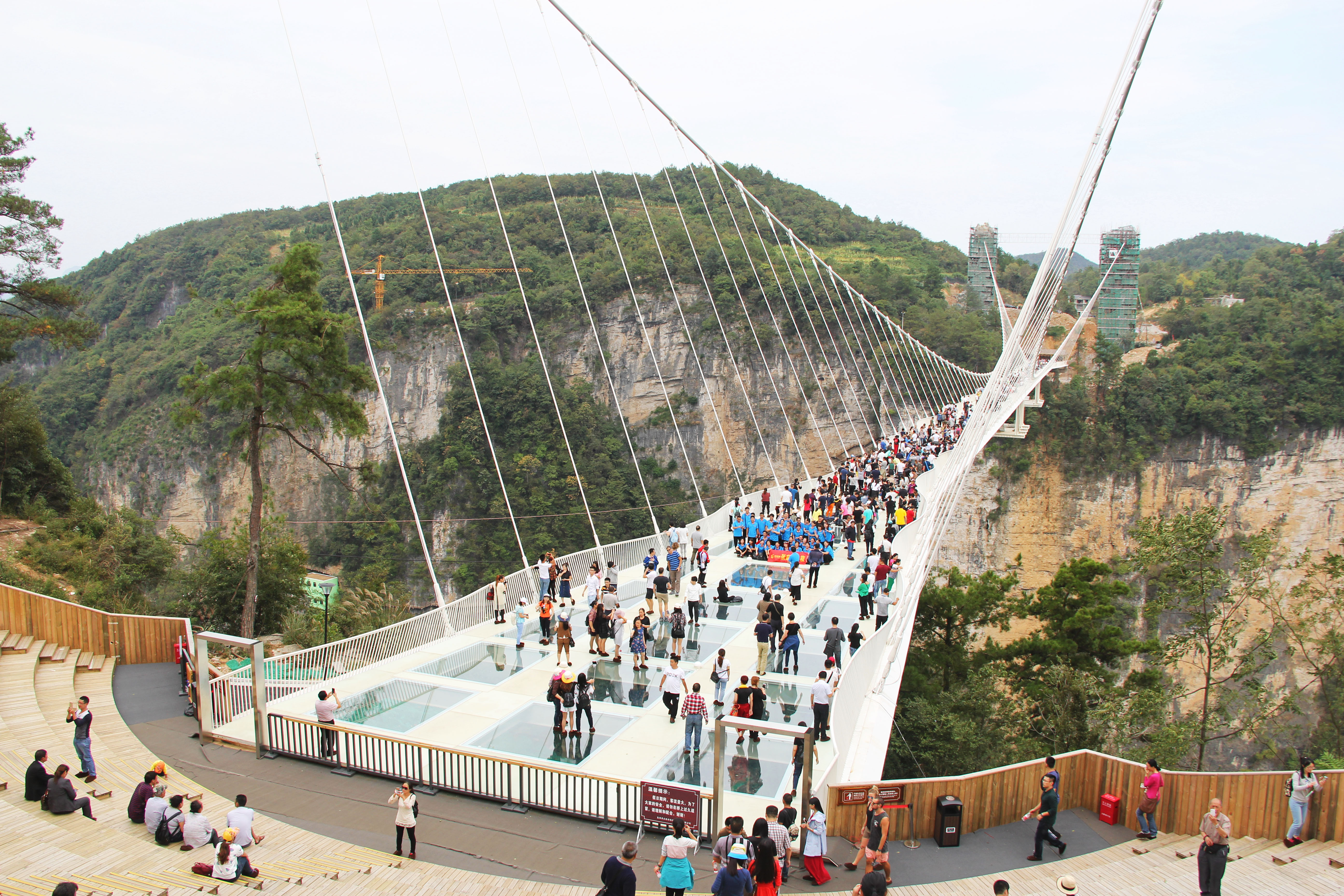
Cầu kính

## Kết cấu cầu
Kết cấu cầu là một lĩnh vực thuộc kết cấu xây dựng. Độ khó trong xây dựng cầu nằm tại kết cấu của nó, nên việc thiết kế cầu vẫn chủ yếu do các kỹ sư xây dựng thực hiện mà ít có đóng góp của kiến trúc sư.

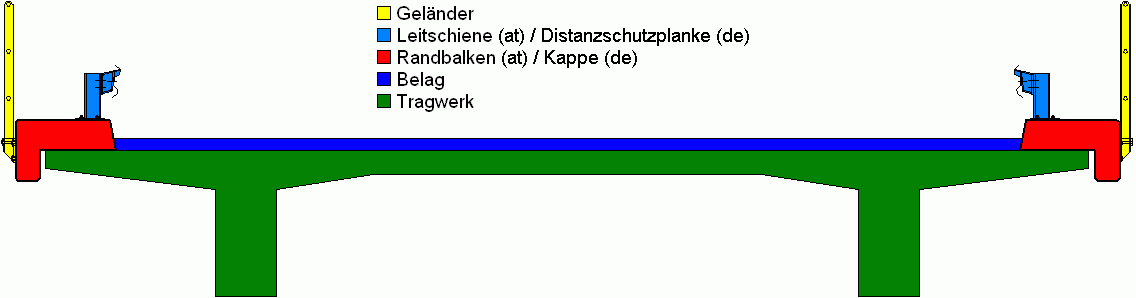
Mặt cắt ngang một kết cấu nhịp

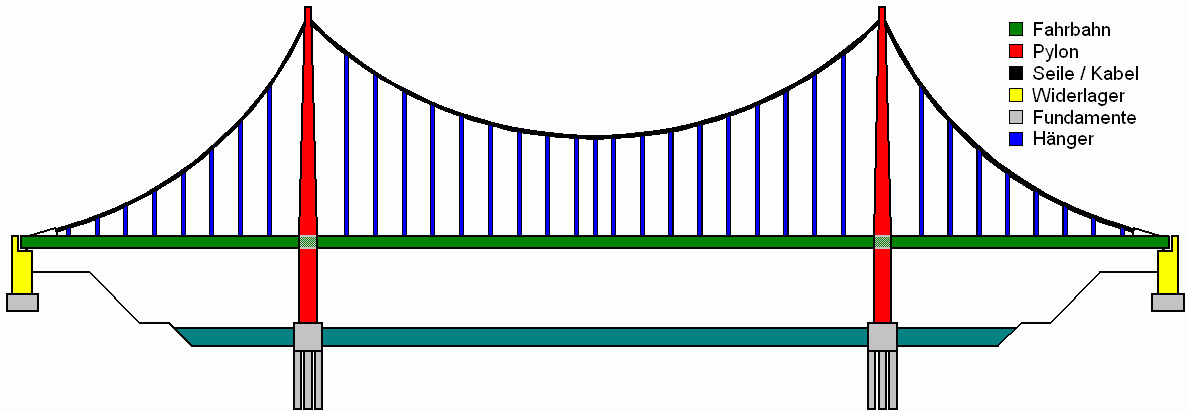
Sơ đồ cầu treo dây võng

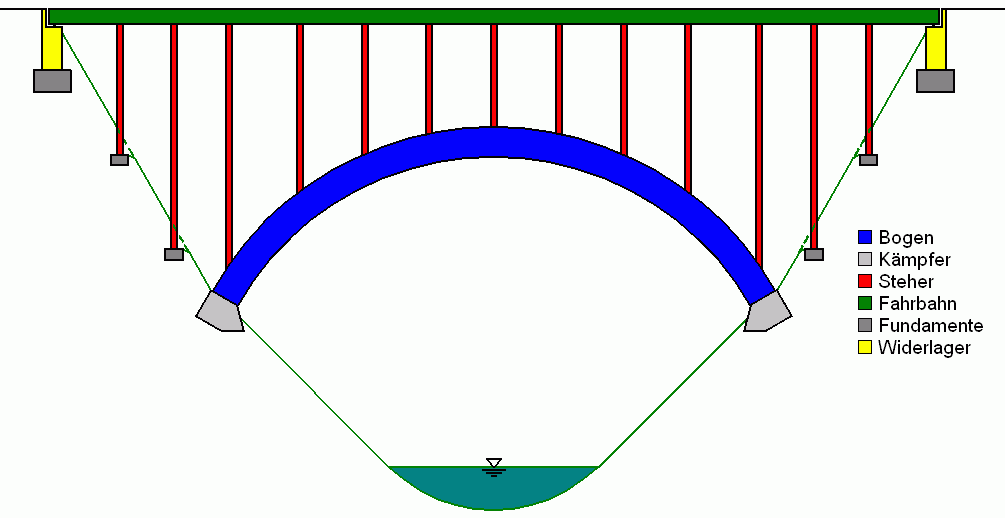
Sơ đồ cầu vòm

### Kết cấu nhịp

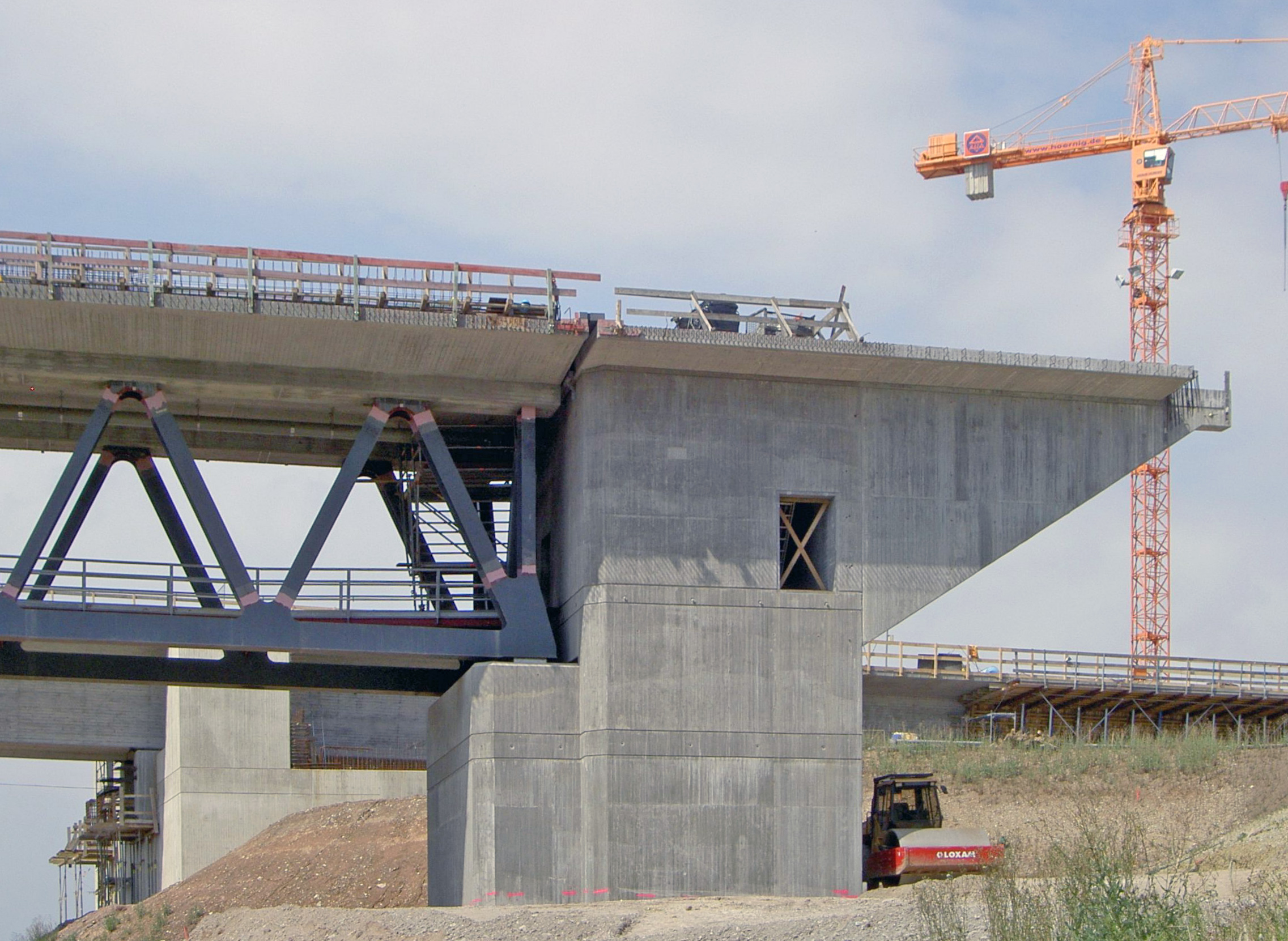
Mố của một cầu đường sắt

Kết cấu nhịp cầu bao gồm: mặt cầu (gồm có bản mặt bằng bêtông cốt thép hoặc thép hoặc gỗ, các lớp phủ như lớp chống nước, bêtông asphalt...), dầm dọc và dầm ngang, kết cấu nhịp chịu tác dụng của tải trọng bản thân cầu gọi là tĩnh tải, cùng với tải trọng người, xe trên cầu gọi là hoạt tải, ngoài ra còn có tác dụng của gió, của động đất (trường hợp đặc biệt), toàn bộ tải trọng này được truyền xuống đất qua hệ thống mố trụ cầu

#### Mố cầu
Bộ phận ở hai đầu cầu và nối tiếp giữa cầu với đường gọi là mố cầu. Mố cầu ở cuối cầu và tạo thành cấu trúc chuyển tiếp từ đường tới mặt cầu. Nó tiếp nhận một phần tải trọng của kết cấu nhịp truyền xuống và chịu tác dụng của đất đắp sau mố (đường tiếp nối vào cầu). Cấu trúc của mố cầu bằng bê tông cốt thép và bao ngoài bằng đá hộc, đá tảng gắn kết bằng xi măng mác cao.

#### Trụ cầu
Bộ phận giữa hai mố cầu để cho kết cấu nhịp tựa lên gọi là trụ cầu. Do nhiều yêu cầu về kinh tế kĩ thuật chiều dài kết cấu nhịp không thể quá dài. Để vượt được khoảng cách lớn yêu cầu phải có cọc chống đỡ trung gian dó là trụ cầu. Trụ cầu truyền tải từ kết cấu nhịp xuống móng công trình. Đối với loại cầu dây văng hoặc cầu treo thì trụ cầu thường được làm cao hẳn hơn bản mặt cầu, để treo, neo dây cáp chịu lực, gọi là trụ tháp.
Mố trụ cầu rất quan trọng trong tổng thể của công trình cầu vì vậy khi thiết kế mố trụ cần chú ý đến nhiều yếu tố không những phải chịu được lực truyền từ kết cấu nhịp bên trên xuống mà còn các yếu tố khác tác dụng vào mố trụ: đối với mố là lực đẩy ngang của đất, đối với trụ là sự va đập của các phương tiện giao thông: tàu thuyền vào trụ cầu (cầu vượt sông), xẹ cộ (cầu cạn); ngoài ra trụ cầu qua sông còn phải chịu các yếu tố thủy lực như lực đẩy nổi, lực do dòng chảy tác động. Những yếu tố ăn mòn cũng tác động mạnh đến trụ cầu; như han rỉ.

### Móng cầu
Móng cầu là bộ phận bên dưới cùng của một cây cầu, làm bằng bê tông cốt thép. Móng có tác dụng truyền và phân bố toàn bộ tải trọng xuống nền đất sao cho toàn bộ kết cấu đứng vững trên đất mà không bị phá hoại do nền đất bị vượt quá sức chịu tải...
Xem thêm: Móng

### Gối cầu

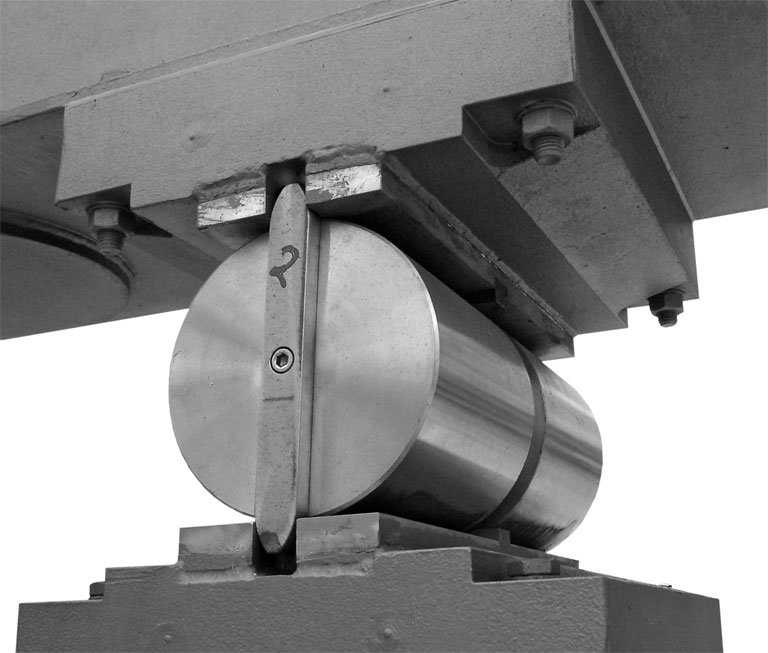
Gối lăn

Gối cầu là bộ phận trung gian nằm giữa kết cấu nhịp và mố trụ cầu. Gối cầu có tác dụng như tấm đệm chịu tải trọng và giảm lực cắt ngang của kết cấu nhịp truyền xuống mố trụ. Đồng thời gối cầu giúp cho kết cấu làm việc theo mô hình tính toán, giúp kết cấu nhịp dịch chuyển, co giãn ít mà bị cản trở. Các loại gối cầu rất đa dạng nhưng chia ra hai loại chính là gối cố định và gối di động, gối có thể cứng (thép, gối chậu) hoặc đàn hồi (gối cao su, cao su bản thép).

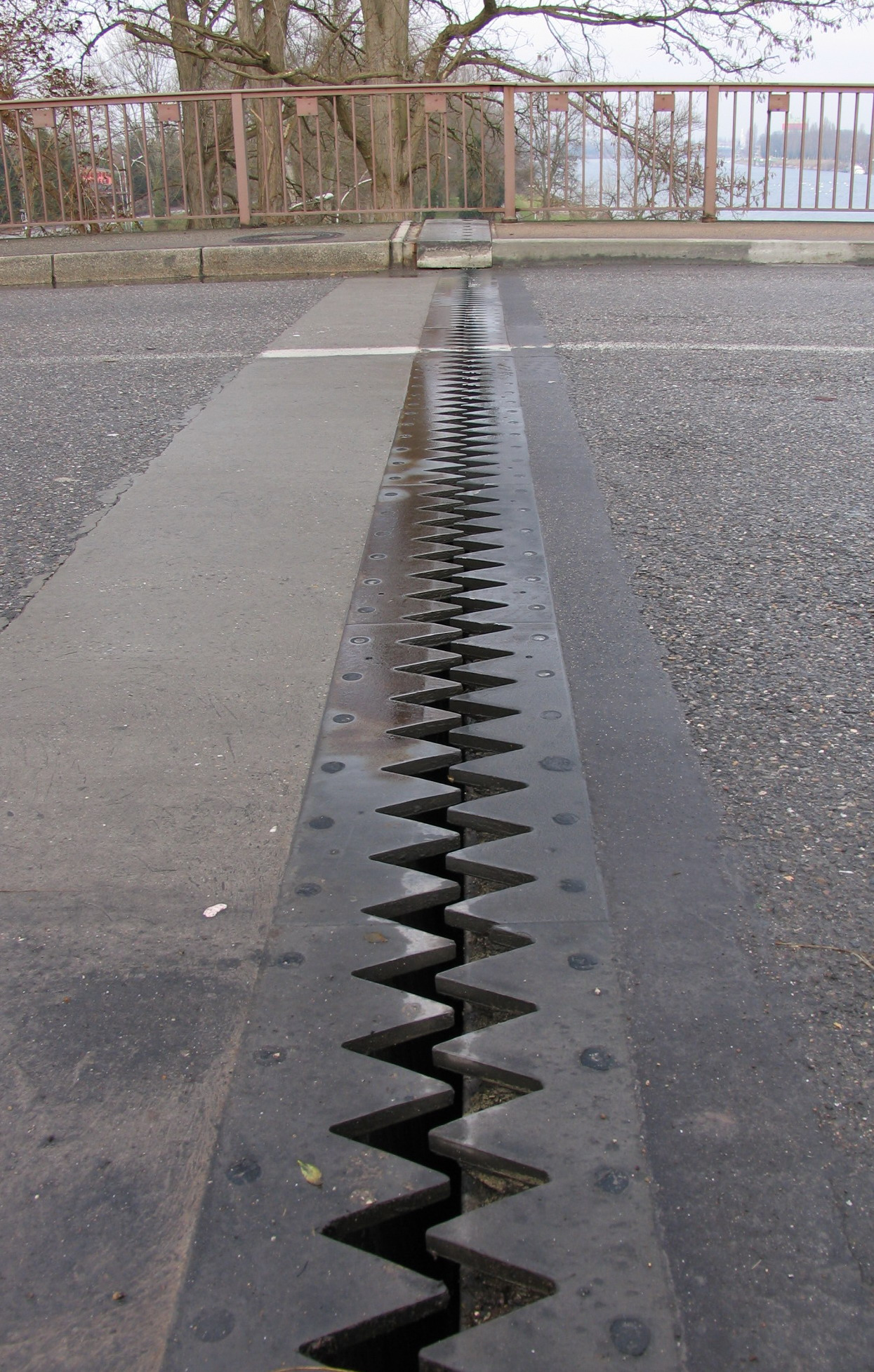
Cấu trúc chuyển tiếp (Khe co giãn)

### Phụ kiện
- Lan can: lan can là phần biên ngoài cùng của mặt cầu. Lan can có tác dụng ngăn không cho người cũng như phương tiện giao thông bị văng ra khỏi cầu và tạo cảm giác an toàn cho người đi trên cầu cũng như tạo mỹ quan cho cầu. Đối với những cây cầu mà có phần dành cho người đi bộ cao hơn mặt cầu thì lan can thiết kế chỉ dành bảo vệ người đi bộ và tạo cảm giác an toàn,còn đối với phương tiện giao thông (như ôtô) thì lan can không có tác dụng nhiều trong việc bảo đảm cho phương tiện giao thông không bị văng ra khỏi cầu khi có sư cố tai nạn, mà chính chiều cao của phần làn dành cho người đi bộ mới là yếu tố quan trọng ngăn đỡ phương tiện không bị văng ra khỏi cầu, còn loại cầu không có phần dành cho người đi bộ thì lan can có tác dụng ngăn phương tiện giao thông rơi ra khỏi cầu.
- Khe co giãn: là khoảng không gian bắt buộc trong thiết kế giữa các bản cầu, trong khoảng không đó người ta lắp bộ phận bằng thép thiết kế đặc biệt để vừa bảo đảm khe lúc bị co hẹp lúc giãn rộng theo nhiệt độ môi trường và vừa bảo đảm cho phương tiện khi đi qua khe co giãn êm, không bị nẩy, xóc.
- Đường ống kỹ thuật: dầm cầu rỗng là hình ảnh điển hình của đường ống kỹ thuật trên những cây cầu hiện đại, trong đó có hệ thống điện, đường dây điện tín hiệu, điện điều khiển, điện động lực, đường ống chuyển tải nước, dây cáp thông tin liên lạc. Khi cầu không phải là loại kết cấu dầm hộp, các loại đường dây, đường ống này được lắp đặt bên cạnh cầu hoặc đáy dầm, chạy theo chiều dọc.

## Những cây cầu nổi tiếng
- Cầu Akashi-Kaikyo - Nhật Bản, cầu treo dây võng với nhịp dài nhất thế giới là 1.991 km.
- Cầu Bắc Bàn Giang - Trung Quốc, với độ cao 564 m, là cầu dây văng cao nhất thế giới.
- Cầu Bosphorus - Thổ Nhĩ Kỳ, nối liền châu Âu và châu Á.
- Cầu Liên bang - Canada, cây cầu dài nhất thế giới bắc qua vùng băng tuyết.
- Cầu đường sắt Forth - Scotland.
- Cầu Cổng Vàng - Hoa Kỳ, một trong những cây cầu đẹp nhất thế giới.
- Great Belt Fixed Link, Eastern Bridge - Đan Mạch, cầu treo có nhịp lớn thứ 3 thế giới, 1.624 km.
- Cầu Sắt - Anh, cây cầu sắt đầu tiên trên thế giới.
- Cầu Jamuna - Bangladesh, cây cầu đường sắt dài nhất châu Á, dài thứ 2 thế giới.
- Lake Pontchartrain Causeway - Hoa Kỳ, bắc qua hồ Pontchartrain, nam Louisiana.
- Lô Phổ đại kiều (卢浦大桥) - Trung Quốc, cầu một nhịp dài nhất.
- Cầu Mackinac - Hoa Kỳ, thông xe năm 1957, nối liền 2 bán đảo của bang Michigan; giữ vị trí là cầu treo có 2 cột trụ dài nhất thế giới cho tới giữa thập niên 1990.
- Mahatma Gandhi Setu - Ấn Độ, cây cầu bắc qua sông dài nhất
- cầu Menai Suspension - xứ Wales, cầu treo đường bộ đầu tiên.
- Cầu cạn Millau - Pháp, cây cầu cao nhất thế giới, cao hơn tháp Eiffel.
- Øresundbroen/Öresundsbron - nối liền Đan Mạch và Thụy Điển
- Cầu Overtoun, - Scotland.
- Cầu Cung điện - Sankt-Peterburg, Nga, hình ảnh biểu tượng của thành phố.
- Cầu Penang - Malaysia, cầu dài nhất Đông Nam Á
- Cầu Québec - Canada.
- Cầu vịnh San Francisco-Oakland - Hoa Kỳ.
- Cầu Sundial - Mỹ.
- Cầu Sunshine Skyway - Hoa Kỳ, cầu treo dài nhất.
- Cầu Sydney Harbour - Úc.
- Cầu Tacoma Narrows - Hoa Kỳ.
- Cầu Tatara - Nhật Bản, cầu treo rộng nhất.
- Cầu Tháp - Luân Đôn, Anh, một hình ảnh của thành phố.
- Cầu Thanh Mã - Hồng Kông.
- Cầu Tyne - Anh.
- Cầu Trajan's - România, La mã cổ cầu qua sông Danube.
- Cầu U Bein Bridge in Amarapura, dài 1.2 km cầu gỗ dài nhất.
- Cầu Vasco da Gama - Bồ Đào Nha, cầu dài nhất châu Âu 17.2 km.
- Cầu Victoria Falls - nối liền Zimbabwe và Zambia, xây dựng năm 1905 là một phần của dự án đường sắt Cape-Cairo.
- Cầu Zakim Bunker Hill - Mỹ.
- Cầu Cảng Ngọc Trai, Mỹ.
- Cầu Sông Zohar - Israel, xây dựng năm 1997 gần biển Chết là cây cầu thấp nhất thế giới.
- Cầu Cần Thơ - Việt Nam, cầu dây văng trên sông Hậu nối liền Vĩnh Long với Cần Thơ là cầu dây văng có nhịp chính dài nhất Đông Nam Á (550m).
- Cầu Trần Thị Lý trên sông Hàn (Đà Nẵng), Việt Nam - là cầu dây văng ba mặt dây phẳng có gối trụ cầu lớn nhất thế giới.
- Cầu Phú Mỹ (Thành phố Hồ Chí Minh), nối Q.2 với Q.7 trên sông Sài Gòn là cầu dây văng hiện đại nhất thế giới (hiện đại ở phần kỹ thuật dây văng) và là cầu dây văng lớn nhất Thành phố Hồ Chí Minh.